# Кулемзин, Алексей Валерьевич
Алексе́й Вале́рьевич Кулемзин (род. 13 июня 1974, Донецк) — российский государственный и политический деятель. Назначенный Россией глава администрации оккупированного Донецка с 17 октября 2016 года. Кандидат экономических наук (2011). Депутат Народного Совета Донецкой Народной Республики (2015).

## Биография
Родился 13 июня 1974 года в Донецке.
В 1989 году начал трудовую карьеру. В 1997 году окончил Донецкий государственный университет по специальности «экономика и управление производством», получив квалификацию «экономист». Спустя три года, в 2000 году, окончил Донецкий государственный технический университет по специальности «государственная служба».
С мая 1998 по 2014 год являлся сотрудником Донецкой областной государственной администрации. С 2007 по 2010 год занимал пост начальника Управления внешнеэкономических связей и европейской интеграции Донецкой ОГА, а с 2011 по 2013 год являлся заместителем начальника Главного управления регионального развития, привлечения инвестиций и внешнеэкономических отношений Донецкой ОГА. В 2011 году получил степень кандидата экономических наук.
В ноябре 2014 года стал директором донецкого коммунального предприятия «Донэлектроавтотранс».
В сентябре 2015 года стал депутатом Народного Совета Донецкой Народной Республики. Является членом общественного движения «Донецкая республика».
17 октября 2016 года глава ДНР Александр Захарченко назначил Кулемзина исполняющим обязанности главы администрации Донецка. В мае 2019 года был назначен главой администрации Донецка на постоянной основе. 10 октября 2023 года избран главой городского округа Донецк.

## Награды и звания
- Почётная грамота Правительства Донецкой Народной Республики (5 июня 2019) - за самоотверженный труд, значительный личный вклад в восстановление, социально-экономическое, культурное развитие и благоустройство города Донецка, активную общественно-политическую деятельность
- Почётный знак Народного Совета Донецкой Народной Республики (2019)[8]